# 平行進化
平行進化（へいこうしんか、英: parallel evolution）は、生物の進化に関する現象のひとつで、異なった種において、似通った方向の進化が見られる現象を指す。平行進化の結果が収斂である場合もある。その他いくつかの用法がある。

## 定義
この言葉の内容にはやや混乱がある。往々にして「共通の祖先をもつものが、互いに共通した進化の傾向を示すこと」との定義を見かけるが、用例は必ずしもその通りではない。異なった系統から収斂に向かうような進化を平行進化と呼ぶ例も多い。他方で、先の定義は共通する祖先を認め、平行進化を共通する遺伝子の働きの元でのもの、と言うことを示唆するものである。
先の定義に即して言えば、平行進化というのは、共通の祖先を持ち、現在では別の種となっている生物の間で、互いに相同な器官が、別の種であるにもかかわらず、ある条件の下で、同じような傾向の変化を示すことである。そのような意味でも平行進化の例としては、節足動物の様々な群に見られる、付属肢の基部関節の摂食器官化などはその例に挙げられよう。現在の節足動物では、口器として一部の付属肢が大顎などの形になっているが、例えば三葉虫では、そのような特殊化した口器は見られず、歩脚の基部関節の内側が肥硬化し、あるいは歯のように発達して、摂食のために用いられた。同様な例はウミサソリなど系統的に離れた節足動物の各群に見られる。あるいは同じく節足動物の各群で、付属肢先端部分が鋏脚化する例が多数ある（エビ・カニ・サソリなど）ことなども例として挙げられる。あるいは両生類の有尾目のいくつかの群で見られる幼形成熟（アホロートル、ホライモリなど）などもこれに近い。

## 適応的なもの
平行進化は、異なる分類群の生物において、似通った進化の方向性が見られる場合に、これを指していう言葉としてもよく使われている。そのような現象は、異なった系統の生物が、互いに似通ったニッチ（生態的地位）にいることで、似通った傾向の淘汰圧をかけられた場合に生じることがある。例えば哺乳類のイルカと爬虫類の魚竜が似通った姿をしていること、あるいは、モグラと昆虫のケラが似たような体型、よく似た前足を持つことを、平行進化の結果であるという。この場合、互いの相同性等は問わない。また、この結果として互いに似通った姿になることを、収斂（収斂進化）という。
収斂の例として有名なのが、多数の哺乳動物のうちの有胎盤類について、それと対応する有袋類がオーストラリア大陸でみられることである。オオカミに対応するフクロオオカミ、オセロットに対応するオグロフクロネコ、ウッドチャックに対応するウォンバットなどである。これらも、動物が似たような生活のしかたに適応していくために起こった平行進化の例である。

## 体制に関するもの
体の基本的な構成や器官の基本的設計などといった、直接的な適応とは見なせない部分に、系統の違う群で似たような方向の変化が見られる場合がある。これをも平行進化と呼ぶ場合もある。
たとえば、脊椎動物の目はレンズと網膜を備えたカメラ眼と言われる構造をもつが、ほぼ同じ構造の目がタコやイカなど頭足類に見られる。これらの間の系統関係は遠く、眼そのものの起源はともかく、この構造は全く独立に発達したものである。また、両者に共通の生態的地位や類似した選択圧を考えるのも難しい。
また、体節制は体の基本的な構成であり、環形動物と節足動物によく発達したものが見られる。これら二群は共通の系統に属する分類群と考えられてきたが、近年これらが全く異なる系統に属するとの説が浮上した。もしそうであれば、これらに見られる体節制は、独自の起源を有するものであると考えられるから、これは平行進化の結果と言える。
藻類においても、複数の分類群において、単細胞、一列の細胞からなる糸状体、多核体、分枝した糸状体など単細胞から多細胞に至る様々な型が見られ、それらは多細胞化の系列を示すものと見られる。つまり、様々な群において多細胞化が並行的に起きたことを示すものと考えられている。ただし、これらの群における体制の多様性を、適応放散と見た場合、ちょっと異なった現象と考えなければなるまい。
菌類のツボカビ門のサヤミドロモドキと卵菌類であるミズカビ類との類の場合も、似た状況がある。いずれもよく発達した菌糸を水中に伸ばして生活し、その姿はよく似ている。以前はいずれも鞭毛菌という共通の群に属する菌類と考えられたが、現在ではミズカビは菌類ではなく、藻類に類縁のある、全く異なった系統のものであることが認められているから、この両者の関係も平行的である。同時に、この両分類群においても、細胞内寄生の単細胞から、多核体菌糸に至る様々な体制のものが知られており、藻類の例と同じような平行性を示している。

## 種分化に関して
ある生物が異なる環境に進出すると、そこでは従来とは異なる自然選択を受ける。その結果生じた異なる方向への適応進化の副産物として、もともとの環境に生息する個体群と新しい環境に生息する個体群の間に生殖隔離が進化することがある。この現象を生態的種分化と呼ぶ。生態的種分化が種内の複数の系統で独立に生じると、生態的に極めてよく似た種が複数生じることになる。これらのよく似た種群の間には、生殖隔離が進化していない場合がある。この現象を平行種分化と呼ぶ。